# هاردی (کنتاکی)
هاردی (به انگلیسی: Hardy) یک منطقهٔ مسکونی در ایالات متحده آمریکا است که در شهرستان پایک، کنتاکی واقع شده‌است. هاردی ۲۲۴٫۰۳ متر بالاتر از سطح دریا واقع شده‌است.